# Jacques Isorni
Jacques Isorni, né le 3 juillet 1911 dans le 7e arrondissement de Paris, où il est mort le 8 mai 1995, est un avocat, homme politique et écrivain français.
Il est notamment connu pour avoir été le défenseur de Philippe Pétain lors de son procès pour intelligence avec l'ennemi et haute trahison, tenu en juillet-août 1945 à la Libération.

## Biographie
Né en 1911, Jacques Isorni est le fils d'Antoine Isorni (1874-1941), originaire de Locarno dans le Tessin (Suisse), et de Marguerite Feine (1876-1956). Son père a immigré à Paris, où il travaille comme peintre avant de se spécialiser comme dessinateur de mode ; il devient alors fournisseur de gravures de mode à Paris, pour les grands magasins.
Jacques Isorni suit les cours dans différentes écoles publiques ou privées (dont le lycée Louis-le-Grand dont il fut renvoyé puis l'École alsacienne) avant d'entrer à la faculté de droit de Paris. Titulaire d'une licence, il s'inscrit en 1931 au barreau de Paris où ses aptitudes sont couronnées par le titre de premier secrétaire de la conférence du stage. Mobilisé en 1939 dans les services de santé, il est rendu à la vie civile après l'armistice.
Sous l'Occupation, Jacques Isorni défend les communistes poursuivis devant la section spéciale de la cour d'appel de Paris et devant le Tribunal d'État, juridictions d'exception créées par le gouvernement de Vichy. À la Libération, il défend les collaborateurs. Ainsi, à la question : « De quel côté étiez-vous au moment de la guerre ? », il répondait : « J'étais du côté des prisonniers. À la Libération, les prisonniers ont changé. Moi, je suis resté du côté des prisonniers. »
Pour Isorni, la fonction de l'avocat est de défendre les marginaux, si besoin contre les pouvoirs établis. Il écrit la profession de foi suivante dans sa biographie, Je suis avocat, publiée en 1951 : « Être avocat, afin de rester un homme libre qui ne demande ni ne doit rien à personne : voilà (...) une certitude et quelque raison d'être fier. L'indépendance aussi ! Ne rien espérer du pouvoir, pas même une décoration. »
C'est dans cet esprit qu'il défend tout d'abord l'ancien rédacteur en chef de Je suis partout, Robert Brasillach, en le présentant comme homme de lettres inspiré, un génie des lettres, dont la perte serait dommageable pour la France. Brasillach est condamné à mort en janvier 1945 et exécuté le 6 février de la même année. Au mois de juillet, Isorni assure la défense de Philippe Pétain en compagnie du bâtonnier Fernand Payen et de Jean Lemaire.
En 1948, il est parmi les premiers animateurs de l'Association des amis de Robert Brasillach.
Il collabore occasionnellement au Courrier français[réf. nécessaire] et à Défense de l'Occident.
En 1951, Isorni se lance dans la politique en participant à la création de l'Union des nationaux indépendants et républicains dont le seul programme est celui de la plus large amnistie possible pour celles et ceux qui se sont fourvoyés durant les années noires, à l'exception des personnes « reconnues coupables de meurtre ou de dénonciation ou qui, par leurs actes ou leurs écrits, ont provoqué la torture, la déportation ou la mort d'autres personnes, ou qui ont coopéré avec les forces armées, la police ou les services d'espionnage de l'ennemi ». Il est élu député de Paris sous cette étiquette. L'amnistie qu'il appelait de ses vœux est votée en 1953.
Cela ne l'empêche pas de poursuivre parallèlement sa carrière d'avocat qui le conduit notamment à assurer la défense de nationalistes tunisiens devant les tribunaux militaires français siégeant à Tunis. Réélu en 1956, il rejoint le Centre national des indépendants et paysans d'Antoine Pinay. Il se fait remarquer en déposant la seule proposition de loi de la législature visant à l'abolition de la peine de mort et en étant le rapporteur du texte qui, en 1957, porte création du code de procédure pénale, lequel renforce la protection des justiciables. En 1958, il est le seul député de droite à voter contre l'investiture du général de Gaulle.
Il perd son siège de député en 1958 et ne le retrouve jamais. Sa dernière participation à une élection législative intervient en 1978. Candidat dans le 16e arrondissement de Paris, il n'obtient alors qu'un résultat symbolique.
En 1960, il participe à la fondation du Front national pour l'Algérie française.

Il assure la défense d'Alain de Sérigny au cours du « procès des barricades », qui s'ouvre le 3 novembre 1960 et qui fait suite à la semaine des barricades de janvier 1960. Il appelle à cette occasion le maréchal Juin à témoigner et cherche à lui faire avouer qu'il soutient la cause de l'Algérie française. Cette manœuvre se solde par un semi-échec, Juin refusant de mettre en cause directement la politique du gouvernement gaulliste :

« Maître Isorni : « Monsieur le maréchal, dans cet article dont vous avez parlé vous écriviez du discours du 16 septembre qu'il s'agissait d'une déclaration unilatérale et qu'il avait ranimé l'espérance dans le camp de la rébellion. Le confirmez-vous ? »
Maréchal Juin : « Oui, bien sûr, mais j'ai toujours dit qu'il ne pouvait pas être question de revenir sur le principe de l'autodétermination. »
Maître Isorni : « Monsieur le maréchal, vous êtes investi de la plus haute dignité militaire et vous vous adressez à la plus haute juridiction militaire existante. Pouvez-vous nous dire s'il est du devoir de la nation de garder l'Algérie dans la souveraineté française, dans la République française, et si cette solution est conforme à l'immense effort de l'armée et de ses soldats ? »
Maréchal Juin : « Je l'ai écrit maintes et maintes fois, et encore le 11 novembre dernier. Il est impensable que l'Algérie puisse être séparée de la France. Mais, séparée… séparée… il y a plusieurs manières de séparer. J'ai dit, oui, j'ai dit que ce serait un péril pour la France, un péril pour l'Europe, un péril pour le monde libre. C'était une mise en garde, il n'y a qu'à en tirer les conclusions. » »

Partisan du maintien de l'Algérie dans la souveraineté française, il assure en 1961 la défense du général Pierre-Marie Bigot, qui avait participé au putsch des généraux. Il défend également en 1963, lors du procès du Petit-Clamart, l'un des conjurés, Jacques Prévost, le principal accusé, Jean Bastien-Thiry, étant défendu par Jean-Louis Tixier-Vignancour. Au cours de ce procès, lequel se tient devant la Cour militaire de Justice, Isorni est suspendu pour trois années dans des conditions qui en disent long pour certains sur le mépris des juges militaires pour les droits de la défense ainsi que sur la fougue de l'avocat (il a demandé la récusation d'un des juges en lisant à la barre une lettre mettant en cause l'impartialité de ce dernier). De retour au barreau en 1966, il va de nouveau s'illustrer dans plusieurs affaires pénales retentissantes et notamment les affaires Kaczmarczyk, Guérini et Marković, dans laquelle il obtient un non-lieu au bénéfice du principal suspect, François Marcantoni.
Fin 1970, Jacques Isorni est candidat à l'Académie française au fauteuil de Jérôme Carcopino. En janvier 1971, il est largement battu par Roger Caillois ; il racontera cet échec dans un livre : La Fièvre verte.
En mai 1977, il signe un appel demandant l'arrêt de poursuites en cours contre le Groupe union défense.

### Défense de Philippe Pétain
Isorni n’accepta jamais la condamnation de Pétain. Durant les cinq années qui séparent la condamnation de Pétain de son décès, il ne cesse de publier des livres et de déposer des requêtes pour obtenir la révision du procès. En compagnie de Jean Lemaire, il crée un Comité d'honneur pour la libération du maréchal Pétain, présidé par Louis Madelin. 
Dans ce but, il participe également à la création de l’Association pour défendre la mémoire du maréchal Pétain (ADMP).
En mai 1976, il participe à un débat télévisé faisant suite à la diffusion d'un documentaire sur Pétain dans Les Dossiers de l'écran, sur Antenne 2, où défenseurs de Pétain et résistants sont opposés. D'après l'historien Laurent Joly, cette émission constitue un point de bascule dans l'évolution de la mémoire collective française sur la période de la Collaboration. Il pointe en particulier la prise de parole de l'ancien résistant et homme politique Pierre-Henri Teitgen « ému aux larmes » qui insiste sur la responsabilité de Vichy dans le sort des Juifs de France pendant la Guerre et notamment la déportation des enfants juifs, face à Isorni qui « perd de sa superbe »,.
Le 13 juillet 1984, il fait paraître dans les colonnes du quotidien Le Monde un encart publicitaire titré « Français, vous avez la mémoire courte », reprenant les différents thèmes déployés en faveur de la défense du vieux soldat. Cette publication provoque des poursuites à l'encontre d'Isorni et du président de l'ADMP, François Lehideux, à l'initiative de l'Association nationale des anciens combattants de la Résistance, du Comité d'action de la Résistance et la Fédération nationale des déportés.
Il est reproché à Isorni d'avoir fait dans son texte l'apologie des crimes ou délits de collaboration avec l'ennemi. En première instance, Isorni et Lehideux sont relaxés, comme l'a d'ailleurs demandé le représentant du ministère public, Philippe Bilger. Les parties civiles font appel ; la cour se déclare incompétente. Les parties civiles se pourvoient en cassation. Le 20 décembre 1988, la chambre criminelle de la Cour de cassation casse l'arrêt de la cour d'appel. Le 26 janvier 1990, la cour d'appel de Paris autrement formée condamne solidairement Isorni et Lehideux à un franc de dommages-intérêts ainsi qu'à l'insertion d'une publication judiciaire dans les colonnes du Monde.
Saisie cette fois par Isorni, la Cour de cassation confirme cette condamnation le 16 novembre 1993, estimant « qu'en présentant comme digne d'éloge une personne condamnée pour intelligence avec l'ennemi, l'écrit a magnifié son crime et, ainsi, fait l'apologie dudit crime ».
Le 13 mai 1994, Jacques Isorni et François Lehideux saisissent la Cour européenne des droits de l'homme, laquelle, quatre ans plus tard — Jacques Isorni et François Lehideux étant morts entre-temps —, le 23 septembre 1998, condamne la France pour violation de l'article 10 de la Convention européenne des droits de l'homme à verser 100 000 francs de dommages-intérêts à leurs héritiers, la cour estimant que la liberté d'expression « vaut non seulement pour les « informations » ou « idées » accueillies avec faveur ou considérées comme inoffensives ou indifférentes », mais aussi pour celles qui « heurtent, choquent ou inquiètent : ainsi le veulent le pluralisme, la tolérance et l'esprit d'ouverture sans lesquels, il n'est pas de « société démocratique » ».
En 1992, il fait partie du comité de parrainage de la bibliothèque privée Jeanne-d'Arc, à Paris, qui comprend des ouvrages sujets à controverses  

### Le procès de Louis XVI
Jacques Isorni s'est intéressé de près au procès de Louis XVI et y a consacré plusieurs ouvrages : publication de l’Appel de Louis XVI à la nation, ouvrage dans lequel il soutient que l’Appel est véritablement l'œuvre du roi et que l'avocat Marc Ferdinand Grouber de Groubentall de Linière, auquel il est habituellement attribué, n'a fait que le préparer pour la publication ; Le vrai procès du roi, Paris, Atelier Marcel Jullian, 1980.

## Œuvres
- Le Procès de Robert Brasillach, Flammarion, 1946.
- Documents pour la révision, Martel, 1948.
- Requête en révision pour Philippe Pétain, Flammarion, 1950.
- Je suis avocat, Conquistador, 1951.
- Souffrance et mort du Maréchal, Flammarion, 1951.
- Témoignages sur un temps passé, Flammarion, 1953.
- Pour dire et juger, La Table Ronde, 1957.
- Le Silence est d’or ou la parole au Palais-Bourbon, Flammarion, 1957.
- Ainsi passent les Républiques, Flammarion, 1959.
- Lui qui les juge, Flammarion, 1961.
- C’est un péché de la France, Flammarion, 1962.
- Jusqu’au bout de  notre peine, La Table Ronde, 1963.
- Le dernier royaume ou la mélancolie de la puissance, Flammarion, 1963.
- Pétain a sauvé la France, Flammarion, 1964.
- Hommes de Dieu et hommes du diable, Flammarion, 1964.
- Compte rendu, l'accusateur public contre Isorni, La Table Ronde, 1965.
- La Défense et la Justice, Flammarion, 1965.
- Les Cas de conscience de l’avocat, Librairie académique Perrin, 1965.
- Correspondance de l’île d’Yeu, Flammarion, 1966.
- Quand j’avais l’âge de raison, Flammarion, 1966.
- Le vrai procès de Jésus, Flammarion, 1967.
- Histoire véridique de la Grande guerre, en collaboration avec Louis Cadars[23] (4 vol.), Flammarion, 1969-1970
- L'Humeur du jour, Librairie académique Perrin, 1969.
- À Reims, le Procès de Joseph K., Librairie académique Perrin, 1969.
- Lettre à Béatrice, Flammarion, 1969.
- Philippe Pétain, 2 vol., La Table Ronde, 1973.
- Véronique en roulotte, Flammarion, 1974.
- La Fièvre verte, Flammarion, 1975.
- Enigme rue des chrysanthèmes, Flammarion, 1975.
- Lettre anxieuse au Président de la République, Albatros, 1975.
- Les aveux spontanés, Robert Laffont, 1977.
- Je hais ces impostures, Robert Laffont, 1977.
- Nouvelle requête en révision pour Philippe Pétain, Flammarion, 1978.
- La Flétrissure, Flammarion, 1979.
- Le vrai procès du Roi, Marcel Jullian, 1980.
- Le Condamné de la Citadelle, Flammarion, 1982.
- Mémoires 1911-1945, Robert Laffont, 1984.
- Mémoires 1946-1958, Robert Laffont, 1986.
- Mémoires 1959-1987, Robert Laffont, 1987.